# Sparfelt
Sparfelt, ej att förväla med Sparrfelt, är en utslocknad svensk adelsätt, som bestod av ett gift par som inte hade barn.

## Ätemedlem
Anders Sparfelt (omkring 1636–1701), före adlandet Sparrman,  var son till Olaus Sparrman (död 1645), som var komminister i Breds socken, nuvarande Enköpings kommun, och vars bröder blev adlade  med namnen Palmkron och Sparrfelt. Födelseåret, omkring 1636, är uppskattat från uppgiften att han blev student vid Greifswalds universitet 1653. Han startade 1655 en militär karriär vid värvade regementen och blev sedan 1665 löjtnant vid Upplands infanteriregemente. Han adlades1678 efter  exceptionella insatser vid ett fältslag på Lant-Rügen 8 januari detta år. Han hade då graden kapten, fick vid adlandet namnet Sparfelt och introducerades på Riddarhuset 1680 under nummer 927.

### Familj och död
Anders Sparfelt fick 1680 kungligt tillstånd att ingå äktenskap med den ofrälse Catharina Grotjohan (1643–1710), dotter av en handelsman i Stockholm. Äktenskapet, som ingicks 1681,  var barnlöst.
Anders Sparfelt stupade "vid övergången av Düna" (nuvarande Daugava i Lettland) 9 juli 1701. Han hade då graden major.